# Markus Kolloch
Markus Kolloch (* 6. Mai 1967) ist ein ehemaliger deutsch-polnischer Eishockeyspieler, der unter anderem für den ECD Sauerland, EHC Essen-West und ASV Hamm in der zweithöchsten deutschen Spielklasse aktiv war.

## Karriere
Der ECD Sauerland aus der 2. Bundesliga holte Markus Kolloch zur Saison 1989/90 nach Deutschland. Zwei Jahre lang spielte der Verteidiger in Iserlohn, bevor er für eine Spielzeit zum EHC Essen-West wechselte. Nach einer Saison beim TSV Peißenberg und EV Pfronten in der Oberliga kam er im Sommer 1993 nach Hamm, wo er anschließend den Großteil seiner Karriere verbrachte. Mit Ausnahme eines Intermezzos bei der Limburger EG ging er bis zur Insolvenz im Jahr 1998 für den ASV Hamm aufs Eis, größtenteils in der damals zweitklassigen 1. Liga. Ab 1999 spielte er dann zwei Jahre lang für den Nachfolgeverein ESC Hamm in der Regionalliga. In den folgenden Jahren spielte er nur noch vereinzelt in unteren Ligen, bevor er seine Karriere 2008 endgültig beendete.

## Erfolge und Auszeichnungen
- 1990 Meister der 2. Bundesliga mit dem ECD Sauerland
- 1994 Qualifikation für die 1. Liga mit dem ASV Hamm
- 1997 Aufstieg in die 1. Liga mit dem ASV Hamm

## Karrierestatistik
(Legende zur Spielerstatistik: Sp oder GP = absolvierte Spiele; T oder G = erzielte Tore; V oder A = erzielte Assists; Pkt oder Pts = erzielte Scorerpunkte; SM oder PIM = erhaltene Strafminuten; +/− = Plus/Minus-Bilanz; PP = erzielte Überzahltore; SH = erzielte Unterzahltore; GW = erzielte Siegtore; 1 Play-downs/Relegation; Kursiv: Statistik nicht vollständig)